# Пейпсияэре (волость, 1991)
Пейпсияэре (эст. Peipsiääre) — бывшая волость в Эстонии, в составе уезда Тартумаа.

## География
Площадь волости — 30,95 км², численность населения на 1 января 2010 года составляла 831 человек.
Административный центр волости — посёлок Колкья. Помимо этого на территории волости находятся ещё 2 посёлка — Казепяэ и Варнья, а также 2 деревни Савка и Сипельга.

## Галерея

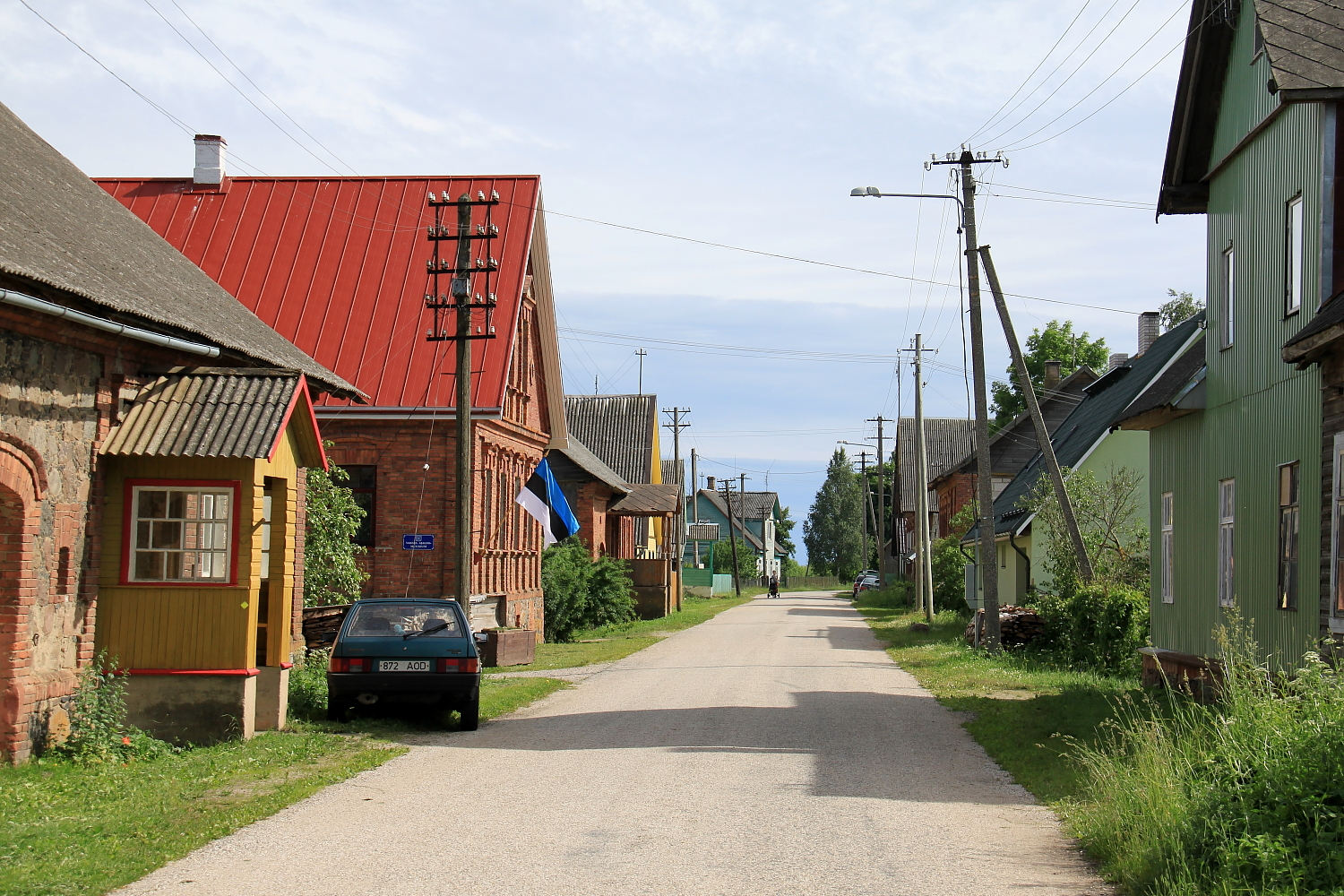
Улица в Варнья